# Castillon (Alpes Marítimos)
Castillon é uma comuna francesa na região administrativa da Provença-Alpes-Costa Azul, no departamento Alpes Marítimos. Estende-se por uma área de 7,51 km², com 327 habitantes, segundo os censos de 2006, com uma densidade de 44 hab/km².